# Villeneuve-de-Marsan
Villeneuve-de-Marsan é uma comuna francesa na região administrativa da Nova Aquitânia, no departamento Landes. Estende-se por uma área de 23,15 km². Em 2010 a comuna tinha 2 474 habitantes (densidade: 106,9 hab./km²).